# 于兴隆
于兴隆（1932年10月—2015年12月21日），内蒙古喀喇沁旗大牛群乡人，中华人民共和国政治人物。

## 生平
1948年3月，供职于冀察热辽军区后方医院。1950年3月，分配到人民银行工作，先后任人民银行喀喇沁旗支行股长，翁牛特旗支行副行长、行长。1954年4月，加入中国共产党。1961年5月，任昭乌达盟行署财办、盟党委办公室、党委财务政治部秘书科长、代部长。1972年11月，任昭乌达盟革命委员会行政处处长。1974年11月，任人民银行昭乌达盟中心支行副行长、行长。1983年6月，任昭乌达盟副盟长、赤峰市副市长。1986年5月至1993年5月，任人民银行内蒙古自治区分行党组书记、行长，国家外汇管理局内蒙古自治区分局局长。1992年5月至1993年5月，任内蒙古自治区七届人大常委会副主任。1993年5月，起先后任内蒙古自治区第八届人大常委会常务副主任，第八届全国人大常委会委员。1998年3月，第九届全国人大第一次会议上，他当选全国人民代表大会常务委员会委员，后担任全国人大民族委员会副主任委员。2004年2月，离职。2015年12月21日，在呼和浩特去世，享年83岁。